# Hélène Cortin
Hélène Cortin (ur. 7 lutego 1972 w Malo-les-Bains) – francuska wioślarka, medalistka olimpijska z Atlanty.
Na igrzyskach startowała dwa razy (IO 92, IO 96). Na igrzyskach w Barcelonie zajęła siódme miejsce w czwórce bez sternika. Cztery lata później zajęła trzecie miejsce w dwójce (wspólnie z Christine Gossé). Dwa razy była złotą medalistką mistrzostw świata, zwyciężając w 1993 i 1994.